# 西昌文昌楼
西昌文昌楼，位于山西省临汾市洪洞县万安镇西昌村东30米处的土崖之畔，清道光三十年（1850年）重建。楼高2层，十字歇山顶，面阔进深皆为三间，回廊极为宽大，下部是4米高的砖石平台。西昌文昌楼已公布为洪洞县文物保护单位。